# Thomas Morley (músico)
Thomas Morley (Norwich, 1557 — 1602) foi um compositor e organista, inglês do período renascentista, e um dos principais da escola inglesa dos  madrigais.